# Bistum Gabala
Koordinaten: 35° 21′ 39,5″ N, 35° 55′ 18,7″ O
Das Bistum Gabala war ein frühchristlich-byzantinisches Bistum in der antiken Stadt Gabala in der römischen Provinz Syria Coele, später in der spätrömisch-byzantinischen Provinz Syria Prima, im heutigen Ort Dschabla im Gouvernement Latakia (Syrien). Der Bischofssitz existierte vermutlich auch nach der arabischen Eroberung 636 weiter. 1109 eroberten die Kreuzfahrer die Stadt und gründeten hier einen lateinischen Bischofssitz. Er ging mit der Aufgabe der Stadt durch die Johanniter und Inbesitznahme durch die Mamluken 1270 unter.

## Geschichte
Der Ort Gabala existierte bereits in phönizischer Zeit und wird als Giba'la in ugaritischen Aufzeichnungen erwähnt. In hellenistischer und römischer Zeit war die Stadt ein wichtiger Hafen. Im noch weitgehend erhaltenen römischen Theater mit 90 Meter Durchmesser hatten einmal 7000 Zuschauer Platz. Nach der territorialen Neugliederung der alten Provinz Syria durch Kaiser Septimius Severus von 194 gehörte die Stadt nun zur Provinz Syria Coele, nach einer weiteren Gebietsreform um 400 zur Provinz Syria Prima. Unter Kaiser Justinian I. wurde um 540 die kleine Provinz Theodorias aus Teilen der Provinz Syria Prima (die Städte Laodicea, Gabala und Paltus) und einem kleinen Teil der Provinz Syria Secunda (Balanea) gebildet. Diese Provinz bestand wohl bis zur arabischen Eroberung der Region.
325 ist erstmals ein Bischof in der Stadt nachgewiesen, und damit auch die Existenz des Bistums Gabala. Bischof Zoilus nahm damals am Ersten Konzil von Nicäa teil. Kirchenrechtlich gehörte das Bistum Gabala zur Kirchenprovinz Seleucia Pieria im Patriarchat von Antiochia. Auch nach der Abtrennung der Provinz Theodorias blieb die kirchenrechtliche Zuordnung der Bischofsstädte Laodicea, Gabala und Paltus zur Kirchenprovinz Seleucia Pieria bestehen. Um 600 war es ein autokephales Bistum, das direkt dem Patriarchen von Antiochia unterstand. 636 gewannen die Araber die Schlacht am Jarmuk und eroberten daraufhin in den folgenden Jahren ganz Syrien. Hamilton vermutet, allerdings ohne direkten Nachweis, dass sogar noch zur Zeit der Eroberung durch die Kreuzfahrer ein orthodoxer Bischofssitz vorhanden war.

## Die frühchristlich-byzantinischen Bischöfe
- 324/25 Zoilus[3][4][5]
- (Le Quien, Gams und Treppner schalten hier für 344 einen Bischof Severus ein,[3][4][5] der aber von Altendorf zurückgewiesen wird.[6])
- 358 bis 362 Cymatius, er weihte zusammen mit Lucifer von Calaris den Paulinus zum Patriarchen von Antiochia[6]
- 381 Domnus[5] (non Eusebius[3][4]), Domnus nahm am Ersten Konzil von Konstantinopel teil
- 400 bis 408/425 Severianus[3][4][5][6]
- Gams und Lequien führen hier als Nachfolger des Severianus einen Bischof Maras auf,[3][4] der aber nach Altendorf in die Bischofsliste von Gabula zu stellen ist[6]
- 451 Uranius, nahm am Konzil von Chalcedon teil[3][4][6]
- 457/458 Flavianus[3][4][6]
- 536 Johannes[3][4]
- 553 Romanus, nahm am Zweiten Konzil von Konstantinopel teil[3][4]
- vor 623 Germanus[3][4]

## Der Lateinische Bischofssitz
1109 eroberte der Kreuzfahrer Tankred die Stadt Gabala/Dschabla und gliederte sie in das Kreuzfahrer-Fürstentum Antiochia ein. Die Stadt wurde nun Gibellum genannt und wurde als Lehen an Rainald Mansoer gegeben, der die Ruine des römischen Theaters zu einer Festung umbauen ließ. Bald darauf wurde in der Stadt ein lateinisches Bistum gegründet, das nun meist Bistum Gabala genannt wurde. Der Bischof von Gabala war ein direkter Suffragan des Patriarchen von Antiochia. Nach dem Fall von Edessa 1144 reiste Bischof Hugo von Gabala nach Italien. Dort berichtete er im Januar 1145 Papst Eugenius III. vom Fall von Edessa bzw. der Grafschaft Edessa und versuchte ihn von der Notwendigkeit eines neuen Kreuzzuges zu überzeugen. Er brachte auch die Geschichte vom Priesterkönig Johannes mit in den Westen.
1140 wurde der Lateinische Patriarch von Antiochia Ralph aus politischen Gründen abgesetzt, und durch Aimerich von Limoges ersetzt. Der Ex-Patriarch ging nach Rom, um bei Papst Innozenz II. Einspruch gegen seine Absetzung zu erheben. Aimerich dagegen ging nicht selbst nach Rom, sondern schickte seinen Suffraganbischof Hugo von Gabala um die Entscheidung zur Absetzung von Ralph zu verteidigen. Anscheinend entschied der Papst aber zugunsten des abgesetzten Patriarchen Ralph, und Aimerich hätte seinen Posten wieder räumen müssen. Ralph starb jedoch kurz darauf in Rom, und so blieb Aimerich Patriarch von Antiochia.
Der Bischofssitz in Gabala/Dschabla ging mit der Aufgabe der Stadt durch die Johanniter und Inbesitznahme durch die Mamluken 1270 unter.

## Lateinische Bischöfe
- 1115 Guillelmus/Wilhelm[8][9]
- vor 1133 Romanus[8]
- 1132 bis 1144 Hugo[8][9]
- 1179 V.[9]
- 1187 NN, reiste zusammen mit dem Bischof von Banyas nach Europa[8]
- 1261, 1262 Radulfus[8]
- 1264 Gualterio de Calabria, OP[10]

In der Tradition des untergegangenen Bischofssitzes vergibt bzw. vergab die römisch-katholische Kirche den Bischofstitel für das Titularbistum Gabala.